# Tomás Belmonte
Tomás Belmonte (Lanús, 27 maggio 1998) è un calciatore argentino, centrocampista del Boca Juniors.

## Carriera

### Club

#### Gli inizi
È cresciuto nelle giovanili del Lanús. Il 27 Gennaio del 2018 debutta in prima squadra, in occasione del match disputato contro il Patronato.
Realizza la prima rete tra i professionisti durante il match, terminato in parità per 2-2 ,contro il Defensa y Justicia.
L'11 Ottobre 2022 raggiunge quota 150 presenze con i granata, in occasione del match perso per tre reti ad uno contro l'Estudiantes.
Il 17 Luglio del 2023 segna una rete, in occasione del derby contro i rivali del Banfield, terminato sul 2-2.

#### Toluca
Dopo 5 stagioni e mezzo trascorse nel club natio viene ceduto per una cifra pari a 4 milioni di dollari al Toluca.
Il 5 Agosto 2023 debutta ufficialmente, in occasione della sfida disputata contro il Sporting Kansas City, valevole per la Leagues Cup.
Il 5 Novembre 2023 realizza la prima rete durante la sconfitta per 3-1, maturata in trasferta, contro il Santos Laguna.

#### Boca Juniors
Nel luglio 2024 il Boca Juniors acquista per 3 milioni e mezzo di dollari il 50% della proprietà del suo cartellino.

### Nazionale
Nel 2017 partecipa con la nazionale Under-20 argentina al campionato sudamericano (disputando 3 match) ed al campionato mondiale, pur senza scendere in campo.

## Statistiche

### Presenze e reti nei club
Statistiche aggiornate al 16 marzo 2025.
| Stagione            | Squadra             | Campionato          | Campionato | Campionato | Coppe nazionali | Coppe nazionali | Coppe nazionali | Coppe continentali | Coppe continentali | Coppe continentali | Altre coppe | Altre coppe | Altre coppe | Totale | Totale |
| Stagione            | Squadra             | Comp                | Pres       | Reti       | Comp            | Pres            | Reti            | Comp               | Pres               | Reti               | Comp        | Pres        | Reti        | Pres   | Reti   |
| ------------------- | ------------------- | ------------------- | ---------- | ---------- | --------------- | --------------- | --------------- | ------------------ | ------------------ | ------------------ | ----------- | ----------- | ----------- | ------ | ------ |
| 2017-2018           | Lanús               | PD                  | 15         | 0          | CA              | 2               | 0               | CS                 | 4                  | 0                  | -           | -           | -           | 21     | 0      |
| 2018-2019           | Lanús               | PD                  | 24         | 4          | CA              | 4               | 0               | -                  | -                  | -                  | CdSL        | 1           | 0           | 29     | 4      |
| 2019-2020           | Lanús               | PD                  | 16         | 0          | CA+CdL          | 0+7             | 0               | CS                 | 10                 | 5                  | CdSL        | 0           | 0           | 33     | 5      |
| 2021                | Lanús               | PD                  | 17         | 1          | CA+CdL          | 2+12            | 0+2             | CS                 | 3                  | 1                  | -           | -           | -           | 34     | 4      |
| 2022                | Lanús               | PD                  | 17         | 0          | CA+CdL          | 1+9             | 0               | CS                 | 7                  | 1                  | -           | -           | -           | 34     | 1      |
| gen.-lug. 2023      | Lanús               | PD                  | 21         | 2          | CA              | 0               | 0               | -                  | -                  | -                  | -           | -           | -           | 21     | 2      |
| Totale Lanús        | Totale Lanús        | Totale Lanús        | 110        | 7          |                 | 37              | 2               |                    | 24                 | 7                  |             | 1           | 0           | 172    | 16     |
| 2023-2024           | Toluca              | LMX                 | 29         | 2          | -               | -               | -               | CC                 | 1                  | 0                  | LC          | 1           | 0           | 31     | 2      |
| lug.-dic. 2024      | Boca Juniors        | PD                  | 16         | 0          | CA              | 2               | 1               | CS                 | 2                  | 0                  | -           | -           | -           | 20     | 1      |
| 2025                | Boca Juniors        | PD                  | 5          | 0          | CA              | 0               | 0               | CL                 | 0                  | 0                  | Cmc         | -           | -           | 5      | 0      |
| Totale Boca Juniors | Totale Boca Juniors | Totale Boca Juniors | 21         | 0          |                 | 2               | 1               |                    | 2                  | 0                  |             | -           | -           | 25     | 1      |
| Totale carriera     | Totale carriera     | Totale carriera     | 160        | 9          |                 | 39              | 3               |                    | 27                 | 7                  |             | 2           | 0           | 228    | 19     |